# Акжартас
Акжарта́с (каз. Ақжартас) — село у складі Шетського району Карагандинської області Казахстану. Входить до складу Акжальської селищної адміністрації.
Населення — 172 особи (2021; 478 у 2009, 595 у 1999, 1018 у 1989).
Національний склад станом на 1989 рік:
- казахи — 100 %.

У радянські часи село називалось також Джамбул.